# Tarja Cronberg
Tarja Cronberg (née le 29 juin 1943 à Helsinki), est une femme politique finlandaise.  Ingénieur de formation, elle a été élue député pour la première fois en 2003 avant de devenir en 2005 la porte-parole de la Ligue verte, le parti écologiste finlandais.
Le 19 mai 2007, elle est nommée ministre du Travail dans le second gouvernement du Parti du centre Matti Vanhanen.
Remplacée à la tête de la Ligue verte par Anni Sinnemäki le 16 mai 2009, elle lui cède son portefeuille ministériel le 26 juin suivant.
Elle est connue pour parler sept langues.